# Баини, Джузеппе
Джузеппе Баини (итал. Giuseppe Baini; 21 октября 1775, Рим — 21 мая 1844, Рим) — итальянский священник, музыкант, учёный-музыковед, музыкальный критик, композитор, музыкальный педагог. Выдающийся музыкальный деятель, посвятивший всю свою жизнь пропаганде музыкального направления Палестрины.

## Биография
Обучался музыке у Дж. Яннаккони, последнего представителя римской музыкальной школы, главным представителем которой был Джованни Пьерлуиджи Палестрина.
Благодаря полученным знаниям и красивому голосу (басу), Дж. Баини после посвящения в духовный сан в 1803 году был назначен аббатом в коллегию папской капеллы, а в 1814 году стал руководителем хора Сикстинской капеллы. На этой должности Дж. Баини оставался до своей смерти в 1844 году.

## Творчество
Его церковные сочинения почти не изданы. Тем не менее его сочинение «Miserere», образец католической литургической музыки, написанное в 1821 году, удостоилось особого внимания, и с тех пор отрывки из него ежегодно, на страстной неделе, исполняются в Сикстинской капелле.
Автор мизерере, псалмов, церковных гимнов, мотетов, церковные концертов (для 4-12 голосов) и др.
В своих сочинениях Дж. Баини придерживался направления Джованни Пьерлуиджи Палестрины, изучая в мельчайших подробностях деятельность этого композитора; плодом его изучений была обширная биография Палестрины — самая замечательная из всех, посвящённых этому композитору — «Меmоriе storico-critiche d. vita e d. opere di Giov. Pierluigi da Palestrina», (2 т., Рим, 1828 г.). Этот учёный труд, несмотря на многоречивость и односторонность, может считаться богатым вкладом в музыкальную литературу, ввиду важности исторических и музыкальных сведений, вошедших в него и касающихся римско-католической церковной музыки. Книга Байни оказала большое влияние и много сделала для того, чтобы вернуть музыку эпохи Возрождения вниманию музыкантов XIX века, а также широкой публики . Кроме того он автор работ о мотетах М. Сантуччи (1806), о музыкальном и поэтическом ритме («Saggio sopra l’identita de ritmi musicale e poetico…», Firenze, 1820) u др.
В числе его учеников — немецкие композиторы Отто Николаи и Карл Готлиб Райсигер, французский музыковед и композитор Адриен де Лафаж.

## Сочинения
- Диссертация о громе григорианского пения с добавлением правил для инструкторов: написано для использования папскими капелланами-канторами, отвечая на многие поставленные вопросы.
- Правила о том, как давать уроки, причитания и главы, а также чувствовать григорианское пение в соответствии со стилем, который соблюдают певцы-священники в папской часовне: на эпилог, изданный одним из священников в 1806 году.
- Краткая историческая справка и правила контрапункта, обычно используемые папскими канторами при пении григорианского пения; и между прочим, вопрос заключается в том, являются ли певцы часовни Джулия в базилике Ватикана старше или, по крайней мере, их тело не изменилось, чтобы сформировать в сторону папских певцов-певцов.
- Мотет с четырьмя хорами мистера Мастер Марко Сантуччи, награжденный Академией Наполеона в Лукке, 1806 год (1807)
- Демонстрация первенства сольфеджио с двенадцатью односложными над всеми другими сольфеджио системами (1808)
- Секреты и правила, которые необходимо соблюдать при составлении трех видов канонов: 1-й монотон, в котором руководство состоит только из одной части; 2-й монотон, в котором руководство состоит из четырех частей; 3-й над одной строкой (1808)
- Второе письмо ... для почитателей. г-н Главные экзаменаторы Конгрегации С. Сесилии на ту же тему
- Трактат о возврате на стационарную песню
- Ответ Джузеппе Байни, священника-папского кантора на брошюру Маэстро Джузеппе Росси, отпечатанный в Терни в 1809 году, с названием «Alli intedenti di contropunto»: буклет, в котором, помимо основного вопроса о аккордах, которые следует придать гамме, объясняются некоторые не менее интересные, но неясные моменты науки и музыки (1810)
- Очерк идентичности музыкальных и поэтических ритмов (1820, Флоренция)
- Историко-критические воспоминания о жизни и творчестве Джованни Пьерлуиджи да Палестрина, капеллана-певца и композитора папской церкви, мастера часовен Ватикана, Лютеранского и Либерийского базилик, называемого князем музыки (1828, Рим)
- Различение поющих нот шести последовательностей, или ритмов Пьетро Абелардо под названием «Пьянти»
- Ответь на сомнения, предложенные г-ну Маэстро Василий от маэстро Катруфо с письмом от 29 сентября 1843 года из Лондона)
- Трудился над созданием музыкальной школы в благочестивом рабочем доме под названием "Delle terme Diocleziame"